# Суздальский район
Су́здальский райо́н — административно-территориальная единица (район) и муниципальное образование (муниципальный район) на севере Владимирской области России.
Административный центр — город Суздаль.

## География
Район расположен на севере Владимирской области. Площадь 1479 км2 (11-е место среди районов). Большая часть территории района расположена на территории Владимирского ополья с его слабохолмистым рельефом. Земельная площадь представлена в основном светло-серыми, частично — тёмно-серыми почвами, имеющими высокую степень плодородности.
Площадь земель, пригодных к сельскохозяйственному производству, составляет 126,3 тыс. гектаров; под лесами — более 45 тыс. гектаров; водоёмами — 2,0 тыс. гектаров. Пашни занимают 76,0 тыс. гектаров, сенокосы — более 8 тыс. гектаров, пастбища — 14,5 тыс. гектаров.
Основные реки — Клязьма, Нерль, Рпень.

### Природные ресурсы
Флора района (вместе с прилегающими землями областного центра) насчитывает 970 видов сосудистых растений. Это второй по флористическому богатству район Владимирской области после Меленковского.

## История

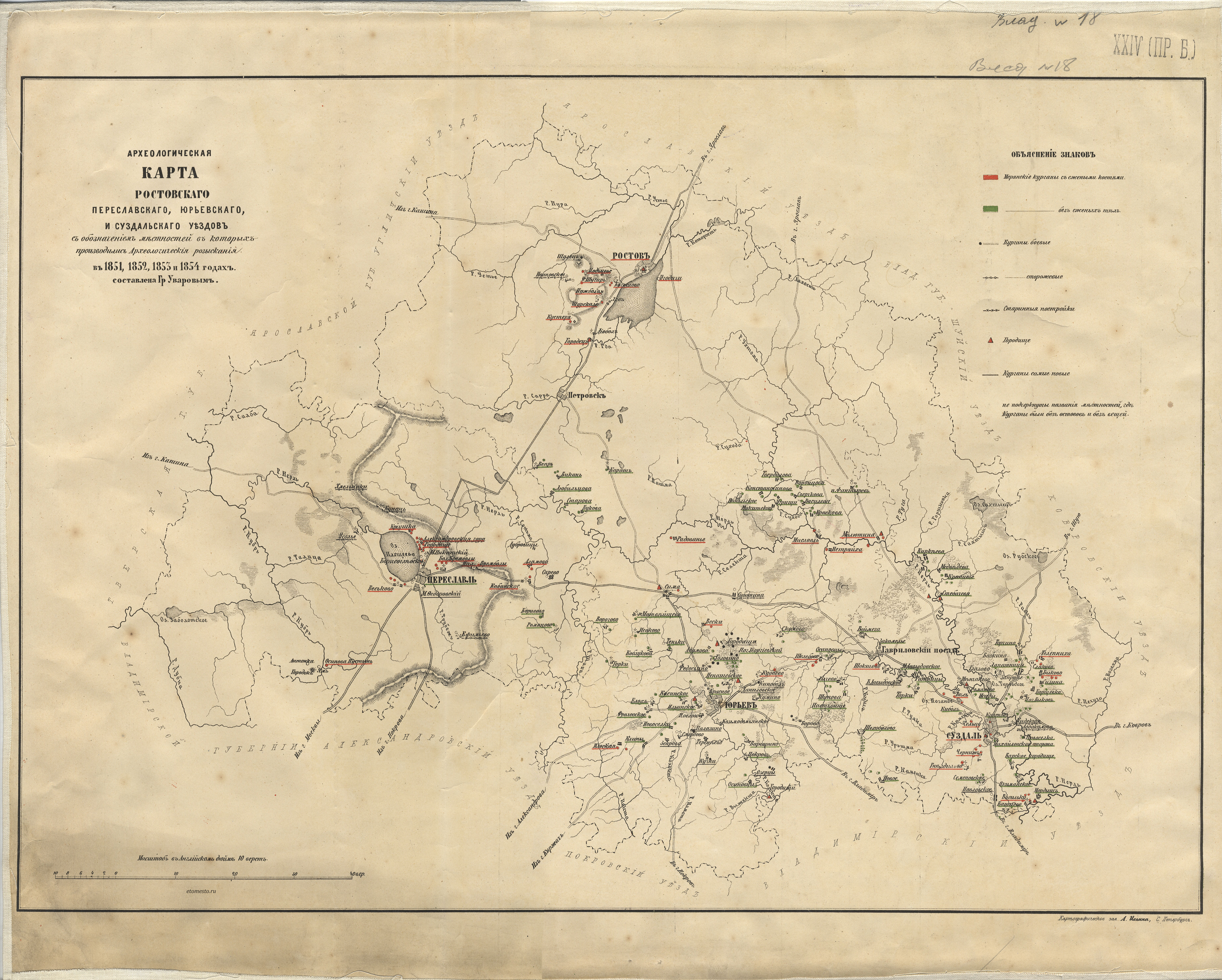
Археологическая карта Ростовского, Переславского, Юрьевского и Суздальского уездов, изыскания 1851, 1852, 1853 и 1854 годов

- Район образован 10 апреля 1929 года в составе Владимирского округа Ивановской Промышленной области из части территорий упразднённого Владимирского уезда Владимирской губернии.
- На 1 января 1940 года в состав района входили город Суздаль и 22 сельсовета: Борисовский, Весский, Выповский, Гавриловский, Глебовский, Гнездиловский, Кистышевский, Красносельский, Лопатницкий, Ляховицкий, Мало-Борисковский, Мордышевский, Павловский, Погост-Быковский, Романовский, Санинский, Селецкий, Спас-Городищенский, Торчинский, Туртинский, Фомихский, Яневский[4].
- С 14 августа 1944 года Суздальский район в составе Владимирской области.
- В 1954 году объединены сельсоветы: Гнездиловский и Селецкий — в Гнездиловский с/с, Мордышевский и Фомихинский — в Заполицкий с/с, Красносельский и Глебовский — в Кидекшанский с/с, Мало-Борисковский и Лопатницкий — в Мало-Борисковский с/с, Романовский и Весьский — в Романовский с/с, Павловский и Выповский — в Павловский с/с, Торчинский и Больше-Борисовский — в Торчинский с/с, Яневский и Кистышский — в Яневский с/с, Ляховицкий и Санинский — в Ляховицкий с/с.
- В 1956 году объединены сельсоветы: Гавриловский и Яневский — в Яневский с/с, Спас-Городищевский и Павловский — в Павловский с/с, Гнездиловский и Туртинский — в Туртинский с/с, Ляховицкий и Кидекшанский — в Кидекшанский с/с, Мало-Борисковский и Погост-Быковский в один сельсовет, центр перенести в село Лопатницы и переименовать его Лопатницкий с/с.
- В 1963 году Суздальский район ликвидирован, его территория в составе 7 сельсоветов (Кидекшанского, Лопатницкого, Павловского, Романовского, Торчинского, Туртинского, Яневского) перешла во Владимирский сельский район.
- По Указу Президиума ВС РСФСР от 12.01.1965 Владимирский сельский район преобразован в район и переименован в Суздальский район в составе рабочего посёлка Боголюбово и 15 с/с (Борисовский, Кидекшанский, Лемешенский, Лопатницкий, Павловский, Пригородный, Романовский, Сновицкий, Спасский, Стародворский, Торчинский, Туртинский, Фомихинский, Фомицинский, Яневский). 27 апреля 1965 года образован Мордышский с/с с включением в него части населённых пунктов Фомихинского и Лемешенского с/с; упразднен Фомихинский с/с с передачей населённых пунктов в Кидекшанский с/с и вновь образованный Кругловский с/с в составе Камешковского района.
- В 1966 центр Фомицинского с/с перенесен в село Клементьево с переименованием Фомицинского с/с в Клементьевский с/с.
- В 1969 году город Суздаль отнесен к категории городов областного подчинения, центр Яневского с/с перенесен в село Гавриловское и переименован в Гавриловский.
- В 1971 году образован Новоалександровский с/с с включением в него части населённых пунктов Сновицкого и Стародворского сельсоветов.
- В 1972 году образован Садовый с/с с включением в него части населённых пунктов Борисовского и Сновицкого сельсоветов.
- В 1973 году упразднен Мордышский с/с с включением населённых пунктов в состав Лемешенского и Борисовского с/с, центр Борисовского с/с перенесен в село Порецкое с переименованием его в Порецкий.
- В 1974 году центр Кидекшанского с/с перенесен в село Сельцо с переименованием сельсовета в Селецкий.
- В 1978 году образован Новосельский с/с с включением в него населённых пунктов Лемешинского с/с, упразднен Спасский с/с с включением населённых пунктов в состав Пригородного с/с.
- На 1 января 1983 года в состав Суздальского района входили 1 посёлок городского типа Боголюбово и 16 сельских советов: Гавриловский, Клементьевский, Лемешенский, Лопатницкий, Новоалександровский, Новосельский, Павловский, Порецкий, Пригородный, Романовский, Садовый, Селецкий, Сновицкий, Стародворский, Торчинский, Туртинский[5].
- В 1986 году центр Лопатницкого с/с перенесен в посёлок Красногвардейский с переименованием его в Красногвардейский с/с, центр Романовского с/с — в село Весь с переименованием его в Весинский с/с.
- В 1992 образован Омутский с/с с включением в него части населённых пунктов Весьского с/с[6].
- В 1998 году в результате реформы все сельские советы преобразованы в сельские округа.
- В соответствии с Законом Владимирской области от 26 ноября 2004 года № 190-ОЗ[7] Суздальский район наделён статусом муниципального района в составе 1 городского и 4 сельских поселений. Город Суздаль вошёл в состав муниципального района как городское поселение, рабочий посёлок Боголюбово отнесён к категории сельских населённых пунктов. Населённые пункты бывшего Пригородного сельсовета переданы в состав городского округа город Владимир.

## Население
| 1929    | 1939    | 1959    | 1970    | 1979    | 1989    | 2002    | 2009    | 2010    |
| ------- | ------- | ------- | ------- | ------- | ------- | ------- | ------- | ------- |
| 49 364  | ↘39 771 | ↘25 266 | ↗26 549 | ↗37 071 | ↗39 670 | ↗39 736 | ↗44 157 | ↘44 114 |
| 2011    | 2012    | 2013    | 2014    | 2015    | 2016    | 2017    | 2018    | 2019    |
| ↗44 148 | ↘44 057 | ↘44 028 | ↘43 997 | ↗44 102 | ↘43 759 | ↘43 423 | ↘43 117 | ↘42 647 |
| 2020    | 2021    |         |         |         |         |         |         |         |
| ↗43 768 | ↗46 084 |         |         |         |         |         |         |         |

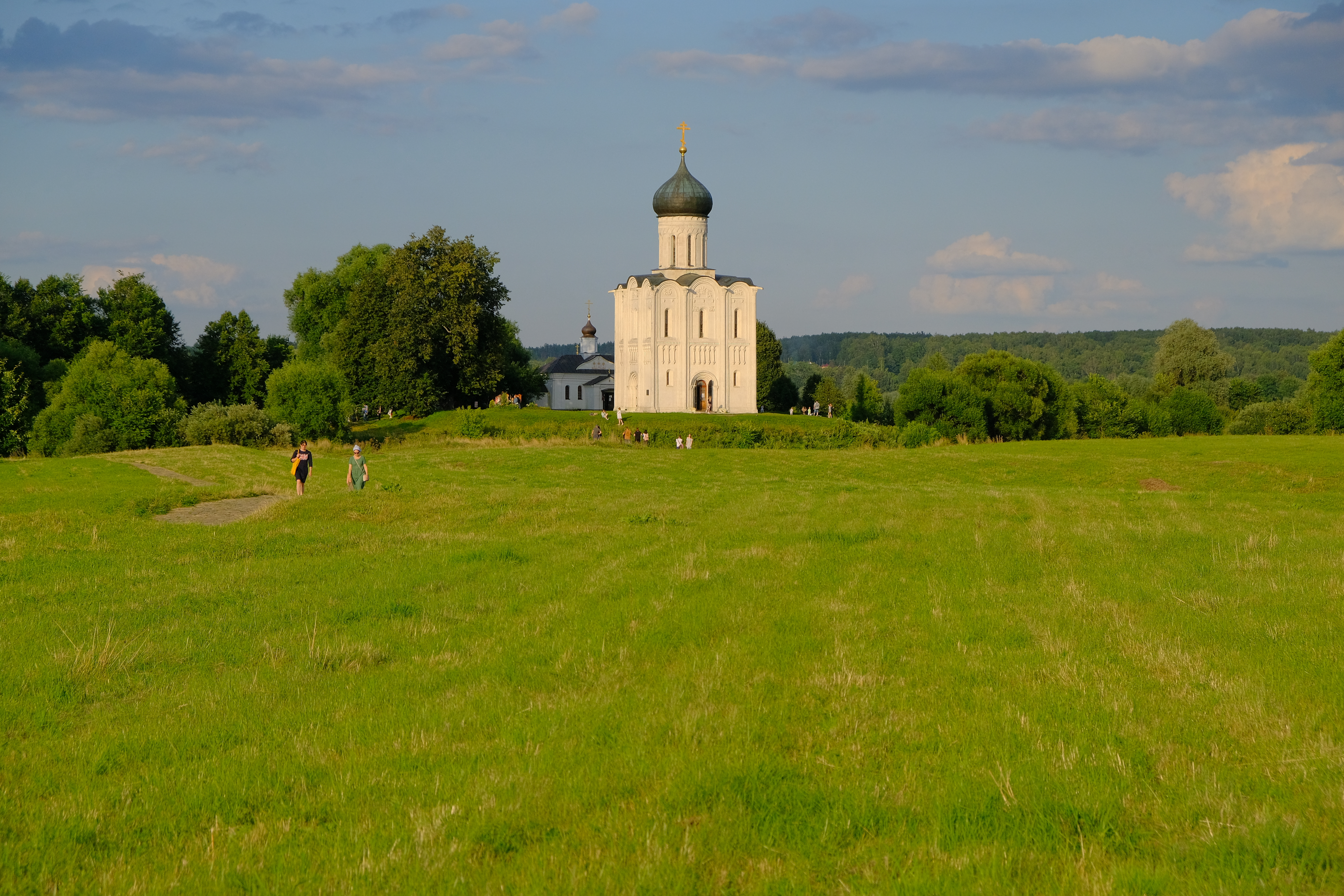
Церковь Покрова на Нерли

Примечание. 1959 год — без части территорий Владимирского района. 1970, 1979, 1989 и 2002 года — без города Суздаля (10 179, 11 529, 12 063 и 11 357 чел. соответственно). 2010 год — без части территорий, вошедших в состав г. Владимир

### Урбанизация
В городских условиях (город Суздаль) проживают  20,15 % населения района.

### Национальный состав
По итогам переписи населения 2020 года проживали следующие национальности (национальности менее 0,1 % и другое, см. в сноске к строке «Другие»):
| Национальность | Численность, чел. | Доля     |
| -------------- | ----------------- | -------- |
| Русские        | 43 389            | 94,15 %  |
| Армяне         | 366               | 0,79 %   |
| Украинцы       | 183               | 0,40 %   |
| Татары         | 105               | 0,23 %   |
| Цыгане         | 98                | 0,21 %   |
| Таджики        | 92                | 0,20 %   |
| Узбеки         | 88                | 0,19 %   |
| Чуваши         | 69                | 0,15 %   |
| Азербайджанцы  | 63                | 0,14 %   |
| Грузины        | 56                | 0,12 %   |
| Другие         | 1575              | 3,42 %   |
| Итого          | 46 084            | 100,00 % |

## Муниципально-территориальное устройство
В Суздальский район как муниципальный район входят 5 муниципальных образований, в том числе 1 городское и 4 сельских поселения:
| №        | Муниципальное образование | Административный центр | Количество населённых пунктов | Население | Площадь, км2 |
| -------- | ------------------------- | ---------------------- | ----------------------------- | --------- | ------------ |
| 1e-06    | Городское поселение:      |                        |                               |           |              |
| 1        | город Суздаль             | город Суздаль          | 1                             | ↘9286     | 15,00        |
| 1.000002 | Сельские поселения:       |                        |                               |           |              |
| 2        | Боголюбовское             | посёлок Боголюбово     | 15                            | ↗11 499   | 118,67       |
| 3        | Новоалександровское       | село Новоалександрово  | 43                            | ↗9804     | 326,20       |
| 4        | Павловское                | село Павловское        | 22                            | ↗7802     | 254,73       |
| 5        | Селецкое                  | посёлок Новый          | 57                            | ↗7693     | 764,40       |

## Населённые пункты
В районе 138 населённых пунктов:
| №   | Населённый пункт       | Тип                           | Население | Муниципальное образование |
| --- | ---------------------- | ----------------------------- | --------- | ------------------------- |
| 1   | Абакумлево             | село                          | ↗22       | Селецкое                  |
| 2   | Алфериха               | деревня                       | ↗25       | Селецкое                  |
| 3   | Аннино                 | деревня                       | →0        | Новоалександровское       |
| 4   | Бабарино               | деревня                       | ↗14       | Селецкое                  |
| 5   | Багриново              | деревня                       | ↗160      | Новоалександровское       |
| 6   | Барское-Городище       | село                          | ↗286      | Павловское                |
| 7   | Баскаки                | село                          | ↗36       | Боголюбовское             |
| 8   | Березницы              | деревня                       | ↘15       | Селецкое                  |
| 9   | Боголюбка              | деревня                       | ↘96       | Новоалександровское       |
| 10  | Боголюбово             | посёлок                       | ↗4729     | Боголюбовское             |
| 11  | Богослово              | село                          | ↗1123     | Новоалександровское       |
| 12  | Большое Борисово       | село                          | ↘67       | Селецкое                  |
| 13  | Борисовское            | село                          | ↘576      | Павловское                |
| 14  | Бородино               | деревня                       | ↗29       | Новоалександровское       |
| 15  | Бродницы               | деревня                       | ↗115      | Павловское                |
| 16  | Брутово                | село                          | ↘294      | Павловское                |
| 17  | Васильково             | село                          | ↗34       | Павловское                |
| 18  | Велисово               | деревня                       | ↗58       | Боголюбовское             |
| 19  | Весь                   | село                          | ↘596      | Селецкое                  |
| 20  | Вильцово               | деревня                       | ↘8        | Селецкое                  |
| 21  | Вишенки                | село                          | ↘13       | Селецкое                  |
| 22  | Внуково                | деревня                       | ↗40       | Новоалександровское       |
| 23  | Воронцово              | деревня                       | ↗9        | Новоалександровское       |
| 24  | Воскресенская Слободка | село                          | ↘7        | Павловское                |
| 25  | Выпово                 | село                          | ↗68       | Павловское                |
| 26  | Выселки                | деревня                       | ↘18       | Боголюбовское             |
| 27  | Вышеславское           | село                          | ↗23       | Селецкое                  |
| 28  | Гавриловское           | село                          | ↘868      | Селецкое                  |
| 29  | Глазово                | село                          | ↗4        | Селецкое                  |
| 30  | Глебовское             | село                          | ↘141      | Селецкое                  |
| 31  | Гнездилово             | село                          | ↘20       | Селецкое                  |
| 32  | Головенцино            | село                          | ↗11       | Новоалександровское       |
| 33  | Горицы                 | село                          | ↗124      | Новоалександровское       |
| 34  | Григорево              | деревня                       | ↗13       | Селецкое                  |
| 35  | Гридино                | деревня                       | ↘7        | Селецкое                  |
| 36  | Губачево               | деревня                       | ↘1        | Новоалександровское       |
| 37  | Добрынское             | село                          | ↗854      | Боголюбовское             |
| 38  | Доржево                | деревня                       | ↘5        | Боголюбовское             |
| 39  | Дровники               | деревня                       | ↗4        | Селецкое                  |
| 40  | Дюков Бор              | посёлок                       | →0        | Селецкое                  |
| 41  | Загорье                | деревня                       | ↗26       | Новоалександровское       |
| 42  | Заполицы               | село                          | ↗55       | Павловское                |
| 43  | Зелени                 | деревня                       | ↗249      | Новоалександровское       |
| 44  | Зернево                | деревня                       | →0        | Новоалександровское       |
| 45  | Ивановское             | село                          | ↘412      | Селецкое                  |
| 46  | Катраиха               | деревня                       | ↗7        | Боголюбовское             |
| 47  | Кибол                  | село                          | ↗28       | Селецкое                  |
| 48  | Кидекша                | село                          | ↘118      | Селецкое                  |
| 49  | Кисарово               | деревня                       | ↗11       | Павловское                |
| 50  | Кистыш                 | село                          | ↘31       | Селецкое                  |
| 51  | Клементьево            | село                          | ↘474      | Новоалександровское       |
| 52  | Козики                 | деревня                       | ↘34       | Новоалександровское       |
| 53  | Константиново          | село                          | ↗3        | Селецкое                  |
| 54  | Крапивье               | село                          | ↗135      | Селецкое                  |
| 55  | Красногвардейский      | посёлок                       | ↘866      | Селецкое                  |
| 56  | Красное                | село                          | ↗123      | Селецкое                  |
| 57  | Красное Сущёво         | деревня                       | ↗66       | Новоалександровское       |
| 58  | Кутуково               | село                          | ↘532      | Новоалександровское       |
| 59  | Лемешки                | село                          | ↘340      | Боголюбовское             |
| 60  | Лопатницы              | село                          | ↘220      | Селецкое                  |
| 61  | Ляховицы               | село                          | →96       | Селецкое                  |
| 62  | Малахово               | село                          | ↗40       | Новоалександровское       |
| 63  | Малахово               | деревня                       | →0        | Селецкое                  |
| 64  | Малининский            | посёлок                       | ↘52       | Новоалександровское       |
| 65  | Мало-Борисково         | село                          | ↗18       | Селецкое                  |
| 66  | Масленка               | деревня                       | ↗43       | Новоалександровское       |
| 67  | Менчаково              | село                          | ↘87       | Селецкое                  |
| 68  | Мордыш                 | село                          | ↘496      | Павловское                |
| 69  | Мочальники             | деревня                       | →0        | Селецкое                  |
| 70  | Нежитино               | деревня                       | ↗19       | Новоалександровское       |
| 71  | Никульское             | село                          | ↘16       | Новоалександровское       |
| 72  | Новая Деревня          | деревня                       | ↗18       | Новоалександровское       |
| 73  | Новгородское           | село                          | ↗35       | Новоалександровское       |
| 74  | Новоалександрово       | село                          | ↘1099     | Новоалександровское       |
| 75  | Новое                  | село                          | ↗1951     | Боголюбовское             |
| 76  | Новокаменское          | село                          | ↘113      | Новоалександровское       |
| 77  | Новосёлка              | деревня                       | ↗15       | Новоалександровское       |
| 78  | Новосёлка Нерльская    | село                          | ↗52       | Селецкое                  |
| 79  | Новый                  | посёлок                       | ↘1356     | Селецкое                  |
| 80  | Обращиха               | село                          | ↘69       | Новоалександровское       |
| 81  | Овчухи                 | село                          | ↘135      | Павловское                |
| 82  | Оликово                | село                          | ↗41       | Новоалександровское       |
| 83  | Омутское               | село                          | ↘221      | Селецкое                  |
| 84  | Ославское              | село                          | ↗694      | Боголюбовское             |
| 85  | Павловское             | село                          | ↗1453     | Павловское                |
| 86  | Пантелиха              | деревня                       | ↘2        | Селецкое                  |
| 87  | Переборово             | село                          | ↗145      | Павловское                |
| 88  | Песочное               | деревня                       | ↗46       | Селецкое                  |
| 89  | Петраково              | село                          | →4        | Новоалександровское       |
| 90  | Погост-Быково          | село                          | ↗41       | Селецкое                  |
| 91  | Подберезье             | село                          | ↗46       | Новоалександровское       |
| 92  | Порецкое               | село                          | ↘772      | Павловское                |
| 93  | Протасово              | деревня                       | →0        | Селецкое                  |
| 94  | Пруды                  | деревня                       | ↗40       | Селецкое                  |
| 95  | Пустой Ярославль       | деревня                       | ↗10       | Новоалександровское       |
| 96  | Раменье                | деревня                       | ↘139      | Боголюбовское             |
| 97  | Романово               | село                          | ↘14       | Селецкое                  |
| 98  | Садовый                | посёлок                       | ↗2097     | Павловское                |
| 99  | Санино                 | село                          | ↘14       | Селецкое                  |
| 100 | Сельцо                 | село                          | ↗343      | Селецкое                  |
| 101 | Семёновское-Красное    | село                          | ↘269      | Павловское                |
| 102 | Семеновское-Советское  | село                          | →9        | Селецкое                  |
| 103 | Сеславское             | село                          | ↗95       | Павловское                |
| 104 | Сизино                 | деревня                       | →0        | Селецкое                  |
| 105 | Скородумка             | деревня                       | →6        | Новоалександровское       |
| 106 | Смолино                | деревня                       | ↗6        | Новоалександровское       |
| 107 | Сновицы                | село                          | ↗3210     | Новоалександровское       |
| 108 | Содышка                | посёлок                       | ↘686      | Новоалександровское       |
| 109 | Сокол                  | посёлок                       | →1486     | Боголюбовское             |
| 110 | Спасское-Городище      | село                          | ↘341      | Павловское                |
| 111 | Старый Двор            | село                          | ↘668      | Новоалександровское       |
| 112 | Субботино              | деревня                       | ↗7        | Селецкое                  |
| 113 | Суворотское            | село                          | ↗202      | Боголюбовское             |
| 114 | Суздаль                | город, административный центр | ↘9286     | город Суздаль             |
| 115 | Суромна                | село                          | ↗941      | Боголюбовское             |
| 116 | Суходол                | село                          | ↗454      | Павловское                |
| 117 | Сущёво                 | деревня                       | ↗83       | Новоалександровское       |
| 118 | Тарбаево               | село                          | ↘94       | Селецкое                  |
| 119 | Телепниха              | деревня                       | →0        | Селецкое                  |
| 120 | Теремец                | деревня                       | ↗12       | Новоалександровское       |
| 121 | Теренеево              | село                          | ↗31       | Павловское                |
| 122 | Тетерино               | село                          | →35       | Селецкое                  |
| 123 | Торчино                | село                          | ↘469      | Селецкое                  |
| 124 | Троица-Берег           | село                          | ↗196      | Селецкое                  |
| 125 | Турово                 | деревня                       | ↗19       | Селецкое                  |
| 126 | Туртино                | село                          | ↘420      | Селецкое                  |
| 127 | Улово                  | село                          | ↗47       | Павловское                |
| 128 | Фёдоровское            | село                          | ↗36       | Селецкое                  |
| 129 | Филиппуши              | деревня                       | ↗19       | Новоалександровское       |
| 130 | Фомицино               | деревня                       | ↗4        | Новоалександровское       |
| 131 | Хламово                | деревня                       | ↗2        | Селецкое                  |
| 132 | Хотенское              | село                          | ↗39       | Новоалександровское       |
| 133 | Цибеево                | село                          | ↘477      | Новоалександровское       |
| 134 | Черниж                 | село                          | ↘136      | Селецкое                  |
| 135 | Чириково               | село                          | ↗39       | Боголюбовское             |
| 136 | Якиманское             | село                          | ↗21       | Павловское                |
| 137 | Янёво                  | село                          | ↗141      | Селецкое                  |
| 138 | Яновец                 | село                          | ↗23       | Селецкое                  |

## Экономика
Ведущим сектором экономики района является агропромышленный комплекс, в котором преобладает молочно-мясное направление. На 1 января 2006 года на территории района функционируют 27 сельскохозяйственных предприятий и 174 крестьянско-фермерских хозяйства.
Промышленность района представлена такими крупными предприятиями, как:
- ООО «ККЗ-1»,
- ЗАО «Хаме Фудз»,
- ОАО «Суздальская кондитерская фабрика»,
- ОАО «Суздальский молочный завод»,
- ОАО «Суздальская швейная фабрика»,
- ООО «Промрукав».

## Археология
- В селе Киболе на реке Каменке под Суздалем древнейший культурный слой с лепной керамикой относится к концу X века[31].
- На территории Селецкого сельского поселения находятся памятники археологии: древнерусские селища X—XIII веков: Гнездилово-I, Гнездилово-II, Гнездилово-III и Гнездилово-IV на южной окраине села Гнездилово на берегах реки Мжары, селиша Кибол 1-12, могильник Кибол, селища Янёво 1-8, селища Поганое озеро 1-2 у Поганого озера, селища Крапивье 1-5, селища Глебовское 1-2, 5, селища Семёновское и Красная горка на реке Уршме[32]. Гнездилово — единственный могильник в ближайшей округе Суздаля, в котором выявлены остатки языческих погребений по обряду кремации X — рубежа X—XI веках[33]. На площадке могильника нашли пережжённые кости и около 150 средневековых предметов из цветного металла и железа: целые и фрагментированные украшения, детали костюма и бытовые предметы, помещавшиеся в погребения в X—XII веках как погребальный инвентарь. Многие предметы были оплавлены и деформированы огнём[34]. На селище Гнездилово нашли арабские дирхамы, западноевропейские денарии, драхмы правителя Ирана Хосрова I (531—579) и милиарисии византийского императора Иоанна Цимисхия (969—976). В Гнездилове обнаружено погребение по обряду трупоположения, умершего в возрасте от 25 до 30 лет высокопоставленного члена общины — всадника в могиле 3,3 × 1,6 м[35]. При нём обнаружили стремена, удила, подпружную пряжку, боевой топорик-чекан, нож, кресала и горшок. Планируется провести генетический анализ останков и изотопный анализ эмали зубов[36].
- В Тарбаеве на археологическом комплексе найдены весовые гирьки, монеты, в том числе единственная находка сребреника типа I Владимира Святославича, несущего на лицевой стороне погрудное изображение князя с трезубцем над левым плечом, 5 медных херсонских монет с монограммой «РО», денарий (Оттон III и Адельгейда), одна фальшивая медная монета из прирейнских земель[37][38].
- На северной окраине села Павловского близ слияния реки Уловки с небольшим притоком находятся курганный могильник XI—XII веков и три селища, датируемые второй половиной XI века — первой половиной XV века. Среди находок выделяется семилопастное височное кольцо[39].
- На селище Мордыш 1, входящем в состав Васильковского археологического комплекса, на правом берегу Нерли среди прочих археологических находок была найдена актовая печать сына Юрия Долгорукого Михалки Юрьевича[40].

## Достопримечательности
- Свято-Троицкий Храм (Малое Борисково)
- Церковь Бориса и Глеба (Кидекша) — одна из наиболее ранних белокаменных построек Северо-Восточной Руси, 1152 год.

## Известные жители

### В районе родились
- Артамонов, Иван Иванович (1898—1951) — советский военный деятель, генерал-майор (1944).
- Солдатов, Николай Лаврентьевич (1904—1977) — советский военный деятель, генерал-лейтенант (1949).